# Museo Arqueológico de Simi
El Museo Arqueológico de Simi es un museo de Grecia fundado en 1961 que está ubicado en la isla homónima del archipiélago del Dodecaneso.
Se encuentra en un edificio histórico del siglo XIX que fue donado al estado griego.
En este museo se expone una colección de hallazgos arqueológicos de las épocas clásica, helenística y romana entre las que se encuentran piezas escultóricas, estelas funerarias, monedas, inscripciones y cerámica. Hay también una colección de objetos del periodo bizantino y post-bizantino y una sección de elementos folclóricos donde hay trajes locales tradicionales así como una reconstrucción de una sala de estar tradicional.